# Divín (district de Lučenec)
Pour les articles homonymes, voir Divin (homonymie).
Divín (allemand : Diwein,  hongrois : Divény) est un village de Slovaquie situé dans la région de Banská Bystrica.

## Histoire
La première mention écrite du village date de 1329.

## Démographie

### Évolution de la population
| Année:               | 1994. | 2004.   | 2014.   | 2024.   |
| -------------------- | ----- | ------- | ------- | ------- |
| Nombre de personnes: | 2102  | 2045    | 2076    | 2012    |
| Différence:          |       | -2,71 % | +1,51 % | -3,08 % |

| Année:               | 2023. | 2024.   |
| -------------------- | ----- | ------- |
| Nombre de personnes: | 2027  | 2012    |
| Différence:          |       | -0,74 % |